# Hansa-Flex
Die Hansa-Flex AG ist ein deutsches Familien- und Industrieunternehmen in der Fluidtechnik mit Hauptsitz in Bremen, das auf die Entwicklung und Fertigung von Hydraulik-Komponenten sowie darauf bezogene Services spezialisiert ist.

## Geschichte

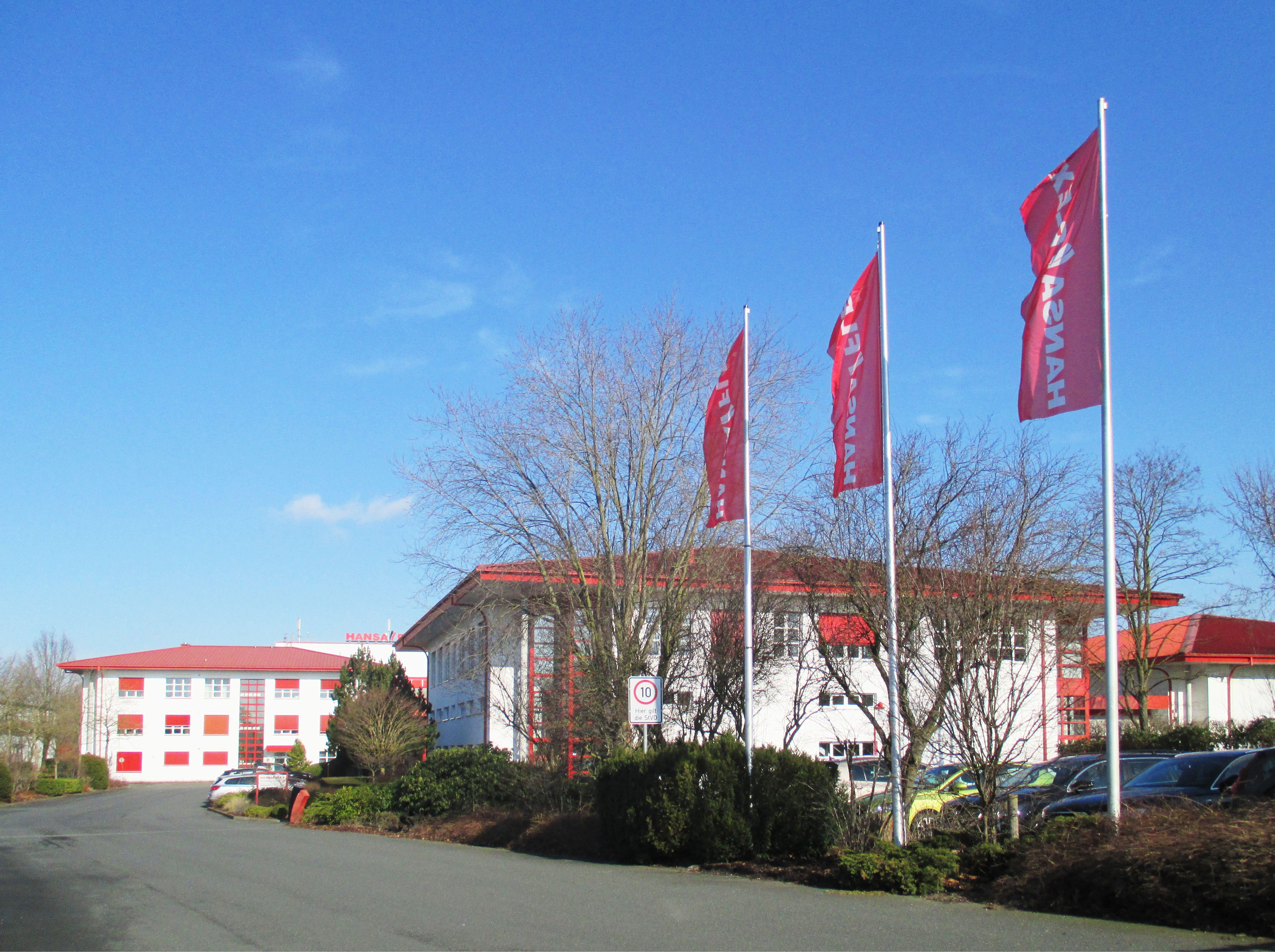
Zentrale des Unternehmens in Bremen-Mahndorf

Joachim Armerding (1935–2015) gründete das Unternehmen 1962 als Ein-Mann-Betrieb in Achim bei Bremen. Unter dem Firmennamen Joachim Armerding Industriebedarf spezialisierte er sich vorerst auf die Konfektionierung von Schlauchleitungen und etablierte sich im wachsenden Markt für Hydraulikschläuche.
1965 zog Armerding in eine ehemalige Klempnerei in Bremen und stellte seinen ersten Mitarbeiter ein. 1969 wurde Günter Buschmann (1936–2021) – ein langjähriger Arbeitskollege und Freund Armerdings – Mitgesellschafter des Unternehmens. Er führte die zweite Niederlassung in Osnabrück. Im selben Jahr wurde der Unternehmensname in Hansa-Flex geändert. In den 1970er und 1980er Jahren traten weitere Personen als Gesellschafter in das Unternehmen ein.
Bis Ende 1988 belief sich die Zahl der Niederlassungen auf 21. Im Jahr 1989 eröffnete das Unternehmen seine erste Auslandsniederlassung im niederländischen Elst. Nach der Wende in der DDR und dem politischen Umbruch in Ostmitteleuropa etablierte sich Hansa-Flex in den neuen Bundesländern sowie in Polen und Tschechien. 1990 arbeiteten rund 250 Mitarbeiter für das Unternehmen, der Jahresumsatz lag bei 50 Millionen DM.
1995 traten Thomas Armerding und Uwe Buschmann, die Söhne der Unternehmensgründer, in die Leitung von Hansa-Flex ein und übernahmen schrittweise die Geschäfte. Die erste Niederlassung außerhalb Europas wurde 1997 im türkischen İskenderun eröffnet, 1999 entstanden in Billings in den USA und im brasilianischen Blumenau die ersten Firmenfilialen auf dem amerikanischen Kontinent.
Ab 1998 begann das Unternehmen damit, das Ersatzteilgeschäft durch die Entwicklung hin zu einem Systemanbieter im Bereich Hydraulik zu ergänzen. Zu diesem Zweck wurde in Schönebeck in Sachsen-Anhalt ein Rohrbiegezentrum errichtet. 2001 entstanden die Bereiche für Zylinderreparatur (in Königshofen/Thüringen), Dichtungstechnik (in Eisenberg/Thüringen) und Hydraulikkomponenten (in Dresden/Sachsen). Ab 2003 ermöglichte der Geschäftsbereich Engineering und Aggregatebau die Konstruktion und Fertigung komplexer Hydraulik-Aggregate.
Der Ersatzteilbereich wurde ab 2001 durch die Einführung eines mobilen Hydraulik-Sofortservice erweitert, um bei Maschinenausfällen zügig Hilfe vor Ort leisten zu können. Die Einführung einer alphanumerischen Codierung (2004), mit der seither alle Produktmerkmale hydraulischer Verbindungselemente erfasst werden (X-Code), beschleunigte die Ersatzanfertigung defekter Schläuche und die Fehlerrobustheit im Bestellwesen. Im Jahr 2012 konzentrierte das Unternehmen seine bis dahin auf verschiedene Betriebsteile verteilte Schlauchserienfertigung am Standort Bremen.
Im Jahr 2010 wurde die GmbH-Struktur zugunsten der Organisation als Aktiengesellschaft (AG) aufgegeben – aus der Hansa-Flex Hydraulik GmbH entstand die Hansa-Flex AG. Die Anteile der nicht börsennotierten AG verblieben seither bei den Gründerfamilien Armerding und Buschmann.
Das Unternehmen erzielte im Geschäftsjahr 2011 einen Umsatz von über 300 Millionen Euro und beschäftigte Anfang 2012 erstmals weltweit über 3000 Mitarbeiter, davon waren rund 1750 Angestellte in Deutschland und über 1250 in den Auslandsgesellschaften tätig.
Das Unternehmen übernahm 2016 in Portugal einen Anbieter und eröffnete eine Auslandsniederlassung in Großbritannien. Die dritte Familiengeneration trat mit Alina Armerding, Cedric und Thorben Buschmann in das Unternehmen ein.
2023 erwarb Hansa-Flex Knapheide, einen Lieferanten von Hydrauliksystemen für Maschinenhersteller. Weltweit verfügte das Unternehmen im Jahr 2024 über 462 Niederlassungen in 41 Ländern; 194 Niederlassungen befanden sich in Deutschland.

## Auszeichnungen und gesellschaftliches Engagement
1990 wurde Unternehmensgründer Joachim Armerding von der Arbeitsgemeinschaft Selbständiger Unternehmer (ASU) und dem Bundesverband Junger Unternehmer für sein Lebenswerk als Unternehmer des Jahres ausgezeichnet.
Im Dezember 2012 richtete Joachim Armerding die Hansa-Flex Stiftung ein. Sie wurde mit einem Stiftungskapital von einer Million Euro ausgestattet und ist im Bereich der Aus- und Weiterbildung tätig. Unter anderem fördert sie die Stiftungsprofessur am Kompetenzzentrum Hydraulik der Technischen Hochschule Ulm.